# Zulpha
Zulpha je monotipski rod među pravokrilcima koji sadrži vrstu Zulpha perlaria.
Zulpha perlaria pripada rodnoj grupi Eurypalpae u okviru potfamilije Phaneropterinae i zabeležen je iz: Jugoistočne Kine, Vijetnama, Andamanskih ostrva i Severoistočne Australije.